# 甲南町深川
甲南町深川（こうなんちょうふかわ）は、滋賀県甲賀市にある地名。

## 地理
甲賀市甲南町の北部に位置し、東は甲南町葛木・甲南町希望ケ丘、南は甲南町野田・甲南町新治、西は甲南町森尻・甲南町深川市場、甲南町耕心、北は水口町虫生野に接する。昭和40年代から丘陵地が開発され、希望ケ丘・耕心・ニューポリス等の住宅団地が形成され、後に行政区として独立する。1890年（明治23年）に関西鉄道の深川駅が開業し、国鉄を経て、現在のJR草津線甲南駅となる。東西に滋賀県道127号小佐治甲南線・滋賀県道128号杉谷嶬峨線が通じる。

## 歴史
地名は1470年に望月文書で「杣荘内竜法師並野田深川」としてみえる。応仁の頃は鵜飼源八郎、1470年（文明2年）から望月弥次郎、明応年間から寺庄氏、その後は鵜飼氏の領地となった。甲賀と伊賀を結ぶ交通の拠点として開けたと推測される。1585年の甲賀ゆれと水口岡山城築城によりその支配下に入ったと考えられる。1600年から幕府領となり、1682年には水口藩領となった。

## 世帯数と人口
2019年（令和元年）9月30日現在の世帯数と人口は以下の通りである。
| 町丁       | 世帯数  | 人口   |
| ---------- | ------- | ------ |
| 甲南町深川 | 911世帯 | 2254人 |

## 学区
市立小・中学校に通う場合、学区は以下の通りとなる。
| 番・番地等 | 小学校                 | 中学校             |
| ---------- | ---------------------- | ------------------ |
| 一部       | 甲賀市立甲南第一小学校 | 甲賀市立甲南中学校 |
| 一部       | 甲賀市立希望ケ丘小学校 | 甲賀市立甲南中学校 |

## 交通
- JR草津線甲南駅
- 滋賀県道127号小佐治甲南線
- 滋賀県道128号杉谷嶬峨線
- 杣街道

## 施設
- 甲賀市甲南図書交流館
- 甲賀市立甲南第一小学校
- 浄福寺 - 峯の堂と呼ばれ、甲賀西国三十三所第16番札所。中世からの伝統をもつオコナイが伝わる。
- 長徳寺
- 別れの一本松 - 甲賀騒動で取り調べを受ける水口藩領深川の庄屋、田中安右衛門が家人との別れを惜しんだ場所。
- 千町井水（千丈井水） - 中世に開削され現在も使用される全長5.2kmの用水路。寺庄で取水し、葛木、深川、森尻、宝木、虫生野を結ぶ[8][9]。

## その他

### 日本郵便
- 郵便番号 : 520-3322[3]（集配局：甲南郵便局[10]）